# Athyrium masayukianum
Athyrium masayukianum är en majbräkenväxtart som beskrevs av Kurata. Athyrium masayukianum ingår i släktet Athyrium och familjen Athyriaceae. Inga underarter finns listade.